# Richard Scott, 10. Duke of Buccleuch

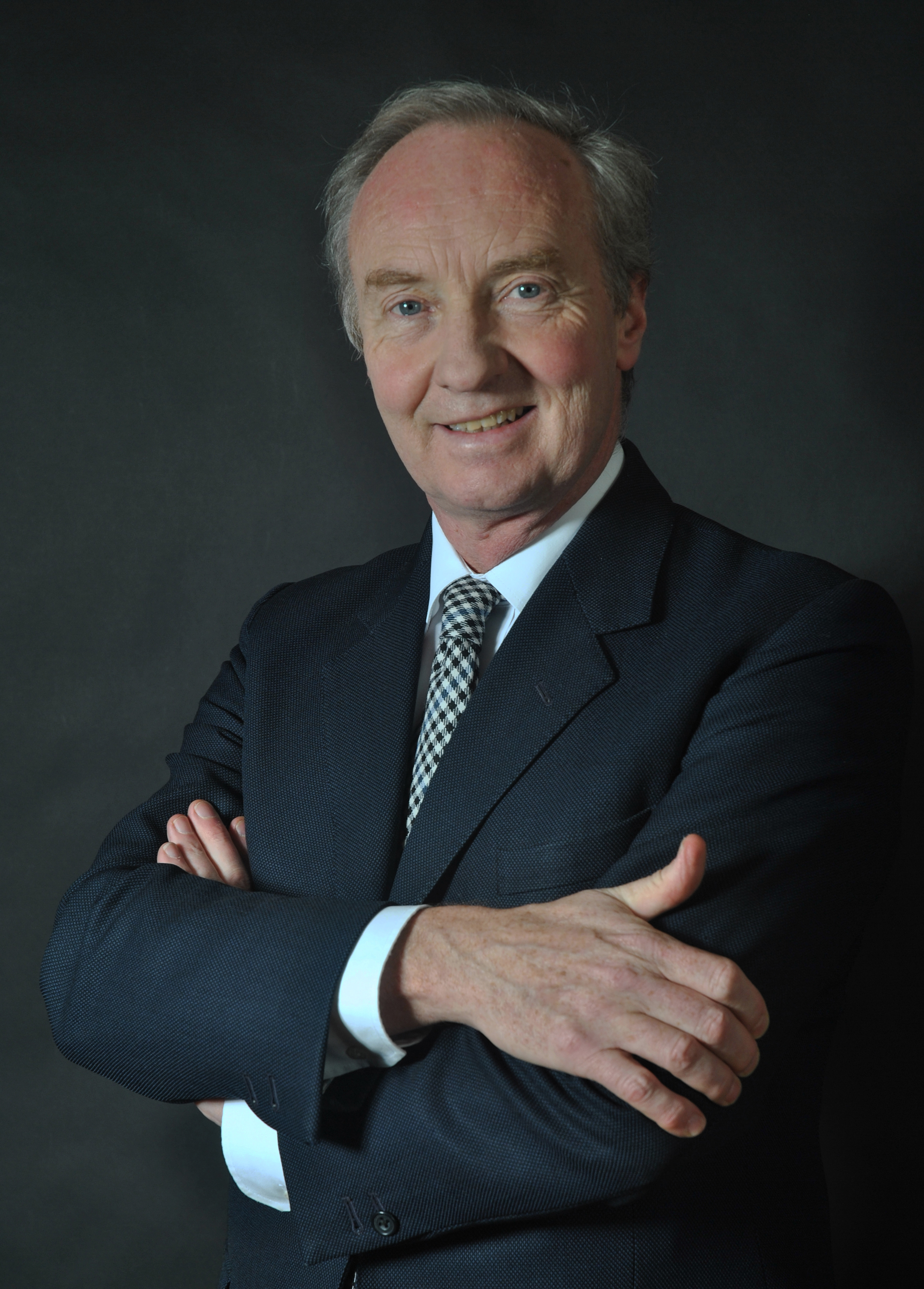
Richard Scott, 10. Duke of Buccleuch, 2013

Wappen des Richard Scott, 10. Duke of Buccleuch

Richard Walter John Montagu Douglas Scott, 10. Duke of Buccleuch, 12. Duke of Queensberry, KT, KBE, CVO, DL, FSA, FRSE, FRSGS (* 14. Februar 1954 in Edinburgh, Schottland) ist ein schottischer Adeliger. Er ist erblicher Chief des Clan Scott.
Zeitweise war Scott mit seinen 880 km² der größte schottische Landbesitzer. Mittlerweile wurde er in diesem Status von Anders Holch Povlsen, einem dänischen Textilunternehmer, übertroffen.

## Leben
Scott ist das älteste Kind von John Scott, 9. Duke of Buccleuch, und dessen Frau Jane, eine Tochter von John McNeill, QC. Bei seiner Taufe war Prinzessin Margaret eine der Patinnen.
Er ist der stammälteste Agnat von James, Duke of Monmouth (1649–1685), dem ältesten unehelichen Sohn von König Karl II. und seiner Mätresse Lucy Walter, sowie ein Nachfahre in männlicher Linie von Alan of Dol, der 1066 mit Wilhelm dem Eroberer auf die Insel kam.
Er besuchte die St. Mary’s School in Melrose und das Eton College. Zwischen 1967 und 1969 war Ehrenpage von Elizabeth, der Königinmutter. Ab 1973, als sein Großvater starb und sein Vater die Dukedoms of Buccleuch und Queensberry erbte, führte er als dessen Heir apparent den Höflichkeitstitel Earl of Dalkeith. Zuvor war er Lord Eskdaill. 1976 schloss er sein Studium an der University of Oxford mit dem Bachelor of Arts ab.

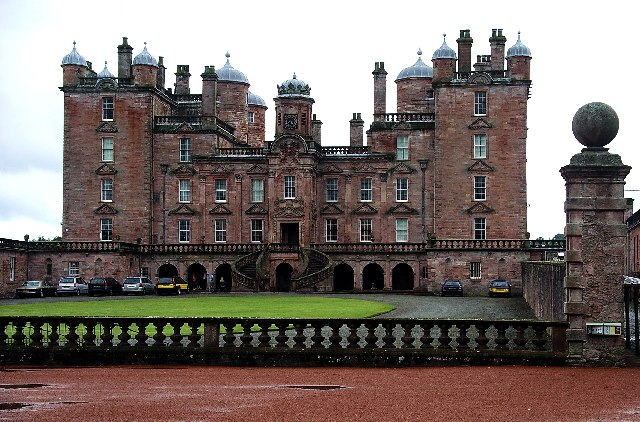
Drumlanrig Castle, Dumfries and Galloway, ein Sitz der Dukes of Buccleuch

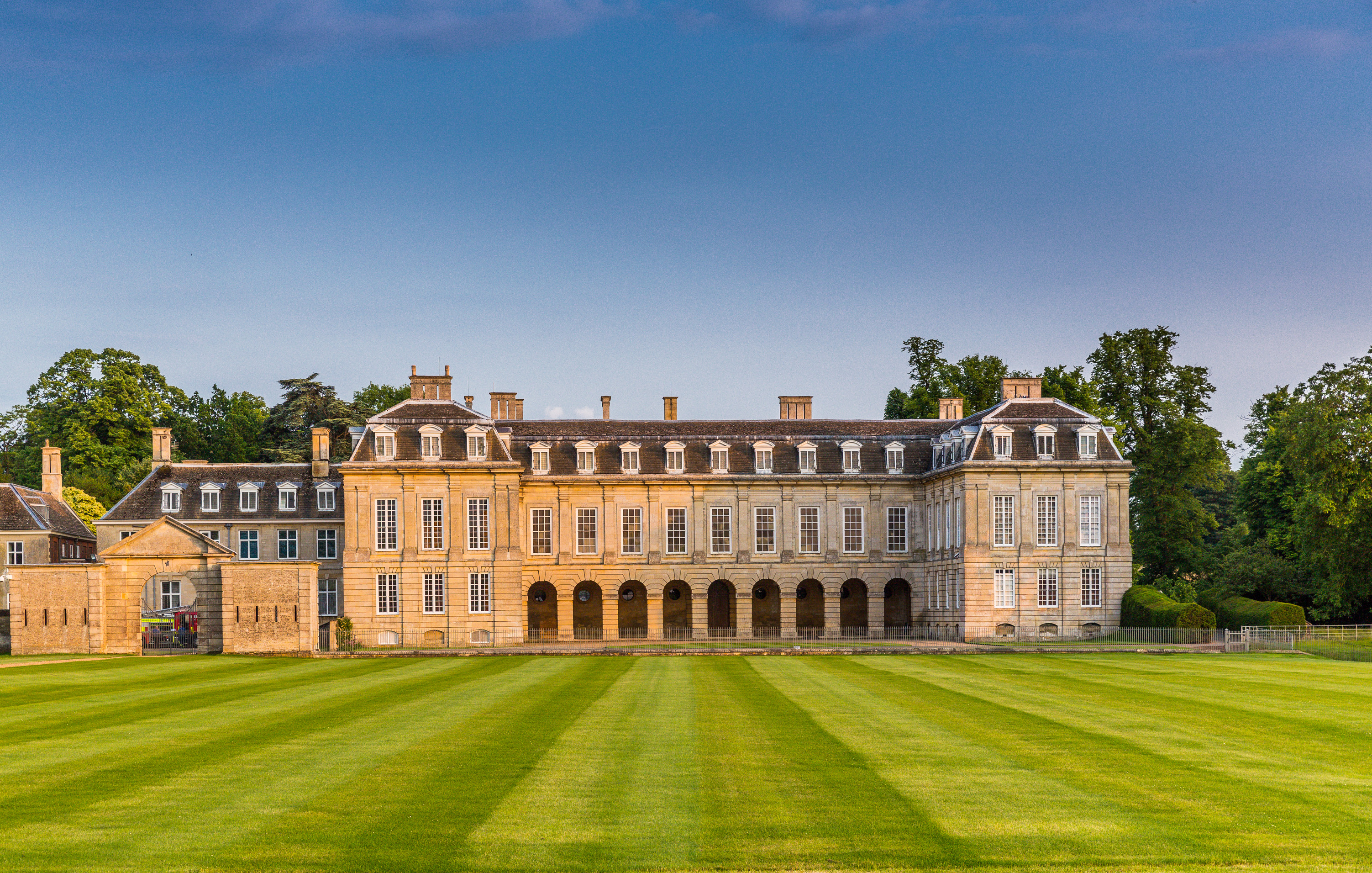
Boughton House, Northamptonshire, ein Sitz der Dukes of Buccleuch

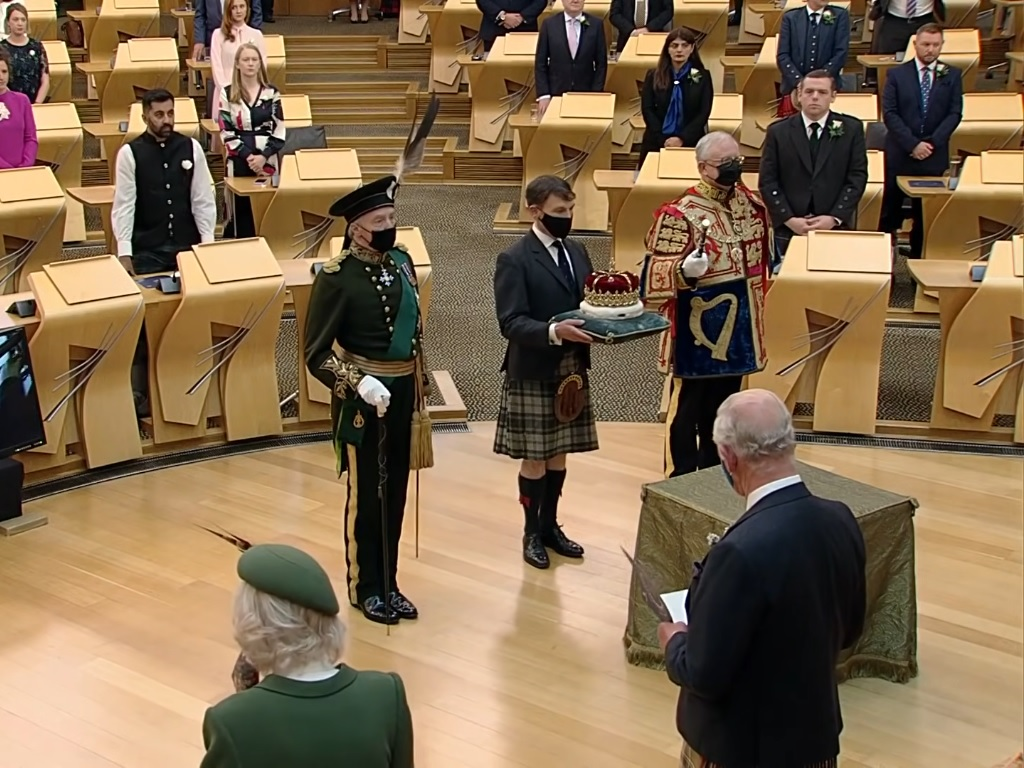
Der Duke in der Uniform of the Captain-General of the Royal Company of Archers, 2021

Zwischen 1989 und 1990 war Earl of Dalkeith im Vorstand Border Television und war ab 1994 Mitglied der Millennium Commission für Nordengland. Für seine Verdienste um die Millenniumsfeiern wurde er mit der 2000 New Year Honors zum Knight Commander des Order of the British Empire (KBE) ernannt. 2003 verließ er die Kommission und wurde Präsident des National Trust for Scotland, ein Amt, das er bis 2012 innehatte, und Fellow of the Royal Society of Edinburgh (FRSE).
Er war stellvertretender Vorsitzender der mittlerweile abgeschafften Independent Television Commission, als Mitglied im Vorstand des Winston Churchill Memorial Trust und zwischen 1999 und 2005 Präsident der Royal Scottish Geographical Society.
Beim Tod seines Vaters am 4. September 2007 erbte er dessen Adelstitel als 10. Duke of Buccleuch, 12. Duke of Queensberry, 12. Marquess of Dumfriesshire, 13. Earl of Buccleuch, 10. Earl of Doncaster, 10. Earl of Dalkeith, 12. Earl of Drumlanrig and Sanquhar, 12. Viscount of Nith, Tortholwald and Ross, 14. Lord Scott of Buccleuch, 13. Lord Scott of Whitchester and Eskdaill, 10. Baron Scott of Tindale und 12. Lord Douglas of Kilmount, Middlebie and Dornock.
Die Kunstsammlung der Dukes of Buccleuch ist von großer Bedeutung. Große Aufmerksamkeit erregte die Wiederbeschaffung des Gemäldes Madonna mit der Spindel von Leonardo da Vinci im Wert von 30 Millionen Pfund. 2008 wurde in der Sammlung in Boughton House ein Gemälde der jungen Queen Elisabeth I. entdeckt.
Am 1. Januar 2011 wurde er zum Honorary Colonel des 6. Bataillons des Royal Regiment of Scotland ernannt. Die Amtszeit endete 2016. Ende 2011 wurde er zum Deputy Lieutenant of Roxburgh, Ettrick & Lauderdale ernannt. Im November 2016 wurde er mit Wirkung zum 28. Dezember 2016 zum Lord Lieutenant of Roxburgh, Ettrick and Lauderdale ernannt. 2014 wurde er Captain-General der Royal Company of Archers, der Leibwache des schottischen Königs. Als solcher ist er Gold Stick von Schottland.
Der Duke ist Treuhänder des Royal Collection Trust, Präsident der Georgian Group und Ehrenmitglied der Royal Institution of Chartered Surveyors (HonRICS). Darüber hinaus ist er Präsident der St Andrew’s First Aid. Das Amt hat seit den 1900er Jahren jeweils von einem Familienmitglied inne.
Im Oktober 2016 wurde der Duke High Steward of Westminster Abbey, ein Amt, welches zuletzt der 5. Duke im späten 19. Jahrhundert innehatte. Im Dezember 2017 wurde er Lord High Commissioner to the General Assembly of the Church of Scotland für 2018 und im Oktober 2018 für 2019 ernannt.
Mit der 2018 New Year Honours Liste ernannte Queen Elisabeth II. ihn zum Knight Companion des Distelordens (KT). Zum Commander des Royal Victorian Order (CVO) ernannte die Queen ihn mit der 2021 New Year Honours für sein Dienst im Royal Collections Trust.
Dem Duke gehören unter anderem Boughton House, Drumlanrig Castle, Dalkeith Palace, Eildon Hall (Scottish Borders) und Bowhill House.

## Heirat und Familie
1981 heiratete er Lady Elizabeth Marian Frances Kerr (1954–2023), Tochter von Peter Kerr, 12. Marquess of Lothian. Aus der Ehe gingen vier Kinder hervor:
- Lady Louisa Montagu Douglas Scott (* 1. Oktober 1982), ⚭ Rupert Trotter, sie haben drei Kinder
  - Molly Trotter (* 20. August 2012)
  - Robin Trotter (* 21. Mai 2014)
  - Iris Trotter (* 18. April 2017)
- Walter Montagu Douglas Scott, Earl of Dalkeith (* 2. August 1984), ⚭ Elizabeth Honor Cobbe, sie haben drei Kinder:
  - Willoughby Montagu Douglas Scott, Lord Eskdaill (* 2016)
  - Lady Hesper Montagu Douglas Scott (* 2016)
  - Lady Dido Montagu Douglas Scott (* 2019)
- Lord Charles Montagu Douglas Scott (* 20. April 1987), ⚭ Frances Summerfield, sie haben zwei Söhne:
  - Rufus Montagu Douglas Scott (* 2017)
  - Wilfred Montagu Douglas Scott (* 2019)
- Lady Amabel Montagu Douglas Scott (* 23. Juni 1992)

Die Duchess of Buccleuch and Queensberry war bis zu ihrem Tode 2023 Schirmherrin des Royal Caledonian Ball.